# George Snider
George „Ziggy” Snider (ur. 8 grudnia 1940 roku we Fresno) – amerykański kierowca wyścigowy.

## Kariera
Snider rozpoczął karierę w międzynarodowych wyścigach samochodowych w 1964 roku od startów w USAC National Championship. Z dorobkiem osiemdziesięciu punktów został sklasyfikowany na 38 pozycji w końcowej klasyfikacji kierowców. W późniejszym okresie Amerykanin pojawiał się także w stawce USAC National Silver Crown, USAC National Sprint Car Series, CART Indy Car World Series, Indianapolis 500 oraz USAC Gold Crown Championship.
W CART Indy Car World Series Snider startował w latach 1979-1980, 1982-1987, 1992. Najlepszy wynik Amerykanin osiągnął w 1982 roku, kiedy uzbierane trzy punkty dały mu 38. miejsce w klasyfikacji generalnej.